# John Donaghy

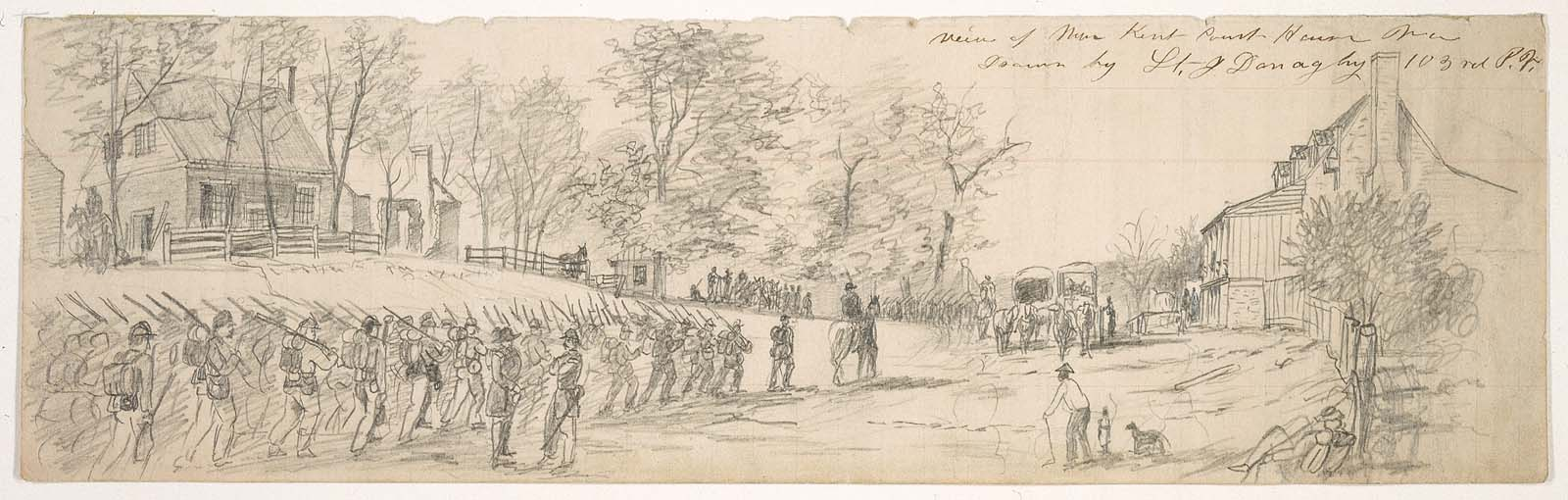
Zeichnung aus dem Sezessionskrieg

John Donaghy (* 4. Mai 1838 in Hollidaysburg, Pennsylvania; † 1931 in DeLand, Florida) war ein US-amerikanischer Maler, Zeichner und Illustrator.

## Leben und Werke
John Donaghy erhielt seine ersten Anregungen zum Zeichnen offenbar während des Sezessionskriegs. An diesem beteiligte er sich ab Dezember 1861, zunächst als Private bei den Pennsylvania Volunteers. Während seiner Zeit in Fort Scott lernte er David Gilmour Blythe kennen, von dem er ersten Unterricht erhielt.
Während des Krieges stieg er bis zum Captain auf. Damals versorgte er zahlreiche New Yorker Zeitungen mit Illustrationen. Edmund von Mach schrieb in seinem Beitrag: „[…] die hier erworbene Übung hat allen seinen späteren Illustrationen die an ihnen gelobte Leichtigkeit u. sichere Auffassung gegeben“ Donaghy wurde verwundet und geriet in Gefangenschaft. Aus dem Gefangenenlager von Andersonville entkam er im April 1864. Seine Kriegserlebnisse verarbeitete er später in einem Buch.
Nach Kriegsende absolvierte er ein Studium an der Pittsburgh School of Design und an der National Academy of Design in New York und besuchte die Art Students League; zu seinen Lehrern gehörten Eugene Craig, George Hetzel, Albert L. Dalbey und Isaac Broome. Er belieferte Zeitungen in Pittsburgh und New York mit Zeichnungen und schuf als Maler zahlreiche Genrebilder. Er beteiligte sich an etlichen Ausstellungen, unter anderem an der St. Louis Expo 1904.
Publikationen (Auswahl)
- Army experience of Capt. John Donaghy. E. O. Painter Print. Co., De Land, Fla. 1926 (babel.hathitrust.org – Mit Fotografie).